# Angela Kleiman
Angela Del Carmen Bustos Romero de Kleiman (Santiago, 23 de fevereiro de 1945) é uma linguista e professora universitária. É conhecida por seus trabalhos pioneiros sobre leitura e letramento no Brasil.
É doutora pela Universidade de Illinois e professora da Universidade Estadual de Campinas, em que coordenou a implantação do Departamento de Linguística Aplicada do Instituto de Estudos da Linguagem. Orientou pesquisadores como Leda Verdiani Tfouni e Maria de Lourdes Meirelles Matencio.